# Marçon
Marçon – miejscowość i gmina we Francji, w regionie Kraj Loary, w departamencie Sarthe.
Według danych na rok 1990 gminę zamieszkiwały 912 osoby, a gęstość zaludnienia wynosiła 30 osób/km² (wśród 1504 gmin Kraju Loary, Marçon plasuje się na 615. miejscu pod względem liczby ludności, natomiast pod względem powierzchni na miejscu 281.).